# Jackie Mooney
Pour les articles homonymes, voir Mooney.
Jackie Mooney, né en 1938 à Dublin en Irlande et mort le 30 décembre 2017 dans la même ville, est un footballeur international irlandais. Il évolue dans le championnat irlandais dont il est le meilleur buteur en 1965. Il joue principalement pour le club des Shamrock Rovers, et celui d'Athlone Town.

## Biographie

### Carrière en club
Jackie Mooney est lancé dans le football senior par Billy Behan au sein du Home Farm Football Club en 1955. Il signe ensuite à Manchester United, où il passe trois saisons sans jamais réussir à entrer dans l'équipe première. Après deux courts passages à Bangor au pays de Galles puis aux Cork Hibernians, il commence sa carrière de buteur aux Shamrock Rovers.
Il marque son premier but pour les Hoops le 22 août 1962 contre Shelbourne FC à Dalymount Park. IL marque encore en Coupe des villes de foires contre le Valence FC au Stade de Mestalla en 1963. Il joue un total de six matchs en Coups d'Europe pour les Shamrock Rovers.
Mooney est le meilleur buteur du championnat 1964-1965 avec 16 buts
Après une importante blessure au genou contractée lors d'un match contre Shelbourne, il reste deux années sans jouer. Il revient au football en jouant pour une équipe amateur, Aer Lingus FC, qui dispute la Leinster Senior League. Il revient au plus haut niveau en étant recruté par Athlone Town alors managée par Billy Young et qui réintègre le championnat pour la saison 1969-1970.Avec Athlone il remporte la leinster Senior Cup en marquant trois buts en finale. Après deux saisons à Athlone, Mooney suit Young aux Bohemians. Il est le meilleur buteur du club lors de la saison 1971-1972. Cette année-là, il marque dix buts en vingt-trois matchs.

### Carrière internationale
Jackie Mooney reçoit deux sélections en équipe de république d'Irlande. Il fait ses grands débuts internationaux le 25 octobre 1964 en amical contre la Pologne. Il marque un but pour l'occasion. Sa deuxième et dernière sélection a lieu en mars 1965, à l'occasion d'un match amical contre la Belgique.

## Palmarès
- Championnat d'Irlande
  - Shamrock Rovers – 1963-64

- FAI Cup (2)
  - Shamrock Rovers – 1964, 1965

- League of Ireland Shield (4)
  - Shamrock Rovers – 1962-63, 1963-64, 1964-65, 1965-66

- Leinster Senior Cup (2)
  - Shamrock Rovers – 1964
  - Athlone Town – 1969-70

- Dublin City Cup
  - Shamrock Rovers – 1963-64

- Top Four Cup
  - Shamrock Rovers – 1965-66

- Blaxnit Cup
  - Shamrock Rovers - 1967-68

- Meilleur buteur du championnat d'Irlande en 1964-1965

## Sources
- (en) Stephen McGarrigle, The Complete who's who of Irish international football : 1945-1996, Edimbourg, Mainstream Publishing, octobre 1996, 237 p. (ISBN 1-85158-894-9), p. 137-138